# Estatut d'Autonomia de Galícia
L'Estatut d'Autonomia de Galícia és la norma institucional bàsica de la comunitat autònoma de Galícia. En l'àmbit de la Constitució espanyola de 1978, l'Estatut de Galícia, reconeix aquesta comunitat autònoma la seva condició de nacionalitat històrica. Afirma que els poders de la comunitat autònoma es basen en l'Estatut, la Constitució i el poble gallec. Estableix un marc democràtic de solidaritat entre tots els integrants del poble gallec. A part de l'actual (avantprojecte de 1978, aprovat el 1981), durant la Segona República Espanyola es va aprovar un Projecte d'Estatut d'Autonomia, que no va arribar a entrar en vigor a causa de l'esclat de la Guerra Civil.

## Estatut de 1981
En l'avantprojecte d'estatut de 1978 es recollien entre altres coses:
- El reconeixement del gallec com a llengua pròpia de Galícia (i la cooficialitat amb el castellà).
- Los símbols propis de Galícia: bandera, escut…
- El reconeixement en la divisió i organització administrativa del territori de comarques i parròquies rurals.
- El reconeixement de les comunitats gallegues a l'estranger.
- Hisenda i patrimoni propis.
- Diverses competències d'acord amb la Constitució i amb les lleis de solidaritat entre les comunitats que conformen Espanya.

El 6 d'abril de 1981, l'estatut va ser firmat pel rei Joan Carles I, i pel president del govern Leopoldo Calvo-Sotelo, al Palau Reial de Madrid.